# Ball Packaging Europe
Ball Beverage Packaging Europe mit Sitz der Hauptverwaltung in Luton (UK), davor in Zürich (CH) und Ratingen (D), ist einer der führenden Getränkedosenhersteller Europas und gehört zur Ball Corporation, einem amerikanischen Mischkonzern. Sie ist nach eigenen Angaben die Nummer 2 auf dem europäischen Markt. Die Ball Corporation ist weltweit die Nummer 1 auf dem Gebiet der Herstellung von Getränkedosen. Von der Ball Beverage Packaging Europe werden pro Jahr etwa 13 Milliarden Dosen hergestellt, was 31 % der in Europa benötigten Getränkedosen entspricht.
Ein Vorgängerunternehmen der Ball Packaging Europe war die Braunschweiger Schmalbach-Lubeca AG, seit dem 1. April 2003 gibt es die neue Firma.

## Geschäftsbetrieb
Ball Beverage Packaging Europe erzielte 2004 mit rund 2400 Mitarbeitern einen Umsatz in Höhe von 892 Millionen Euro. Durch das in Deutschland geltende Dosenpfand gab es einen drastischen Produktionsrückgang, der sich inzwischen nicht mehr so stark bemerkbar macht. So erwirtschafteten sie 2010 mit rund 2.800 Mitarbeitern einen Umsatz von 1,3 Milliarden Euro.
Der Firmensitz befand sich lange in der Nähe des Leutschenparkes im Leutschen Tower in der Leutschenbachstrasse 52 im Bezirk Oerlikon in Zürich. Vizepräsident Gerrit Heske starb am 22. März 2014 in Luzern. (⊙). Mittlerweile wurde der Standort in Zürich aufgelöst und wieder nach Luton in Großbritannien verlegt.

## Aktuelle Produktionsstandorte
Die Produktionsstandorte des Unternehmens sind (Stand August 2019):
- Gelsenkirchen in Deutschland
- Ludesch in Österreich
- Widnau, Schweiz
- Fredericia, Dänemark
- Mantsala, Finnland
- Bierne, Frankreich
- Mont, Frankreich
- Waterford in Irland
- Nogara, Italien
- Lublin, Polen
- Argayash, Russland
- Naro-Fominsk, Russland
- Vsevolozhsk, Russland
- Malmö, Schweden
- Belgrad, Serbien
- Guadalajara, Spanien
- Tarragona, Spanien
- Ejpovice, Tschechien
- Milton Keynes, Vereinigtes Königreich
- Wakefield, Vereinigtes Königreich

## Verkaufsabsicht der Produktionsstandorte
Im Jahr 2016 hat sich die Ball Corporation als Folge der Auflagen der Wettbewerbsbehörden im Zuge der geplanten Fusion mit Rexam von den meisten seiner europäischen Standorte getrennt. Rexam gab zudem seine Werke in Enzesfeld (Österreich) und in Valdemarillo (Spanien) ab. Als möglicher Käufer des Gesamtpaketes war unter anderem das irische Verpackungsunternehmen Ardagh im Gespräch.
Zum Verkauf standen folgende Ball Dosenbandwerke:
- Vereinigtes Königreich: Werke in Rugby und Wrexham
- Deutschland: Werke in Weißenthurm, Haßloch und Hermsdorf
- Niederlande: Werk Oss
- Polen: Werk Radomsko
- Frankreich: Werk La Ciotat

Ferner folgende Dosendeckelwerke
- Vereinigtes Königreich: Werk Deeside
- Deutschland: Werk Braunschweig ehemals Schmalbach-Lubeca

Ebenfalls vom Verkauf betroffen war Balls Business Center in Bonn. Die Werke in Bierne (Frankreich) und Belgrad (Serbien) verbleiben bei Ball.